# 白兔-R M2
白兔-R M2是一次无人登月任务，于协调世界时2025年1月15日在美国肯尼迪航天中心发射升空。该月球着陆器由日本ispace公司开发，其载荷包括一台由该公司研制微型探测车以及其他有效载荷（详情见有效载荷）。此次任务与“白兔-R M1”一样，是一次着陆技术演示任务，最终目标是在月球上建立可靠的交通运输和数据传输服务。该着陆器被命名为“韧性”号。 
2025年6月5日，探测器尝试在月球着陆，但在下降途中失去联系，任务失败。

## 背景
该项目的研发始于2023年白兔-R M1之后。此次任务采用了与M1相同的总体设计，并根据 M1 中收集的飞行数据进行升级优化。 

## 着陆器规格
韧性号着陆器高2.3米，宽2.6米，重量为1000公斤 。着陆器将携带了一个微型探测车，计划进行原位资源利用演示。 

## 任务内容

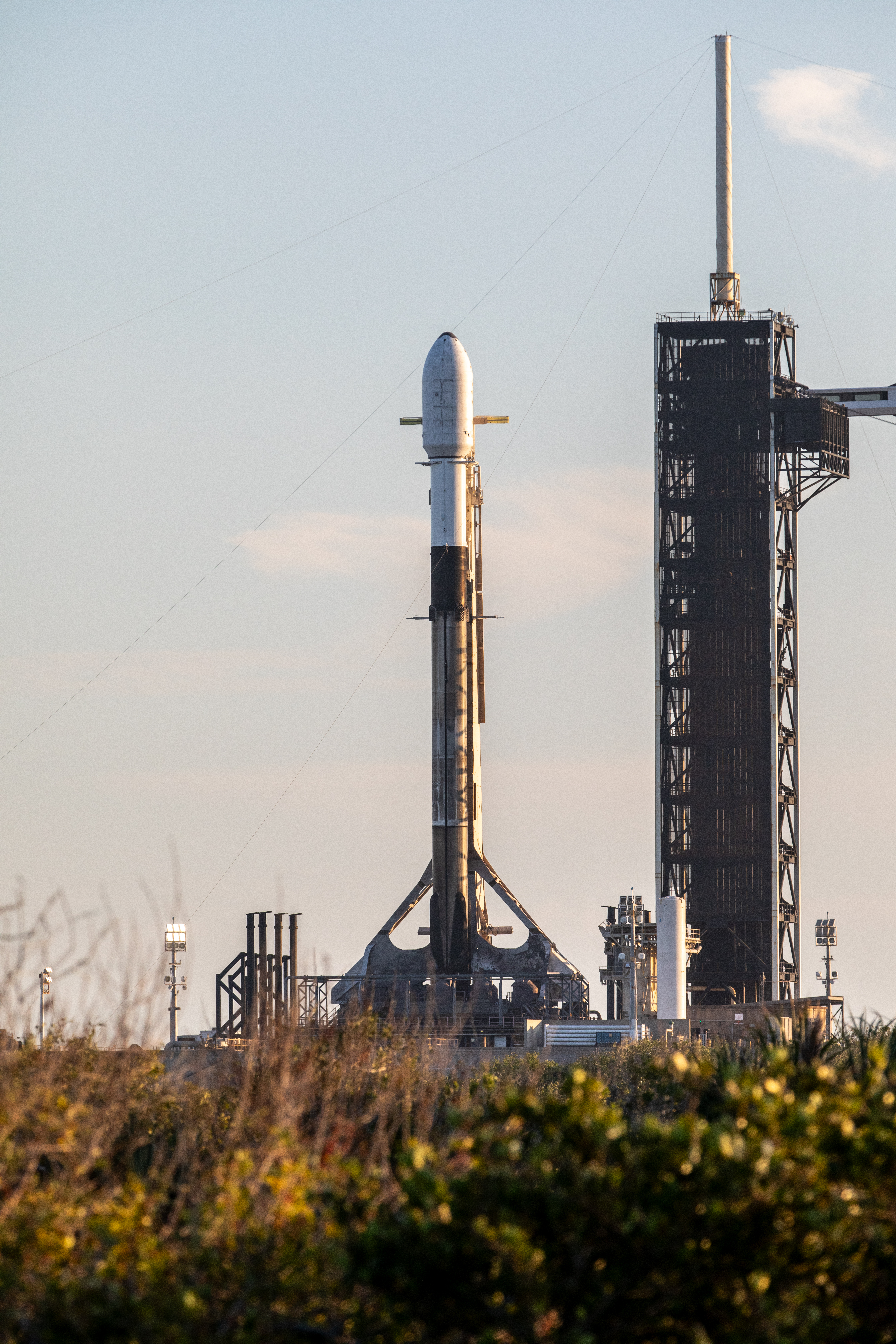
竖立在肯尼迪航天中心等待发射蓝色幽灵任务 1和白兔-R M2的猎鹰9

2024年6月着陆器完成真空测试。  至8月份其主要载荷漫游车研制完成。 同年11月，着陆器抵达佛罗里达发射场。
该任务于UTC2025年1月5日由猎鹰9号 Block 5运载火箭发射升空。着陆器携带着联合国教科文组织开发的记忆盘，其中包含 275 种语言和其他文化遗产。 
着陆器于2月15日成功飞越月球，预计最早于6月6日着陆。 它与同时发射的蓝色幽灵号着陆器在着陆日期上有显著差异，这是因为为了节省能源选择了更长的轨道。 

### 着陆点

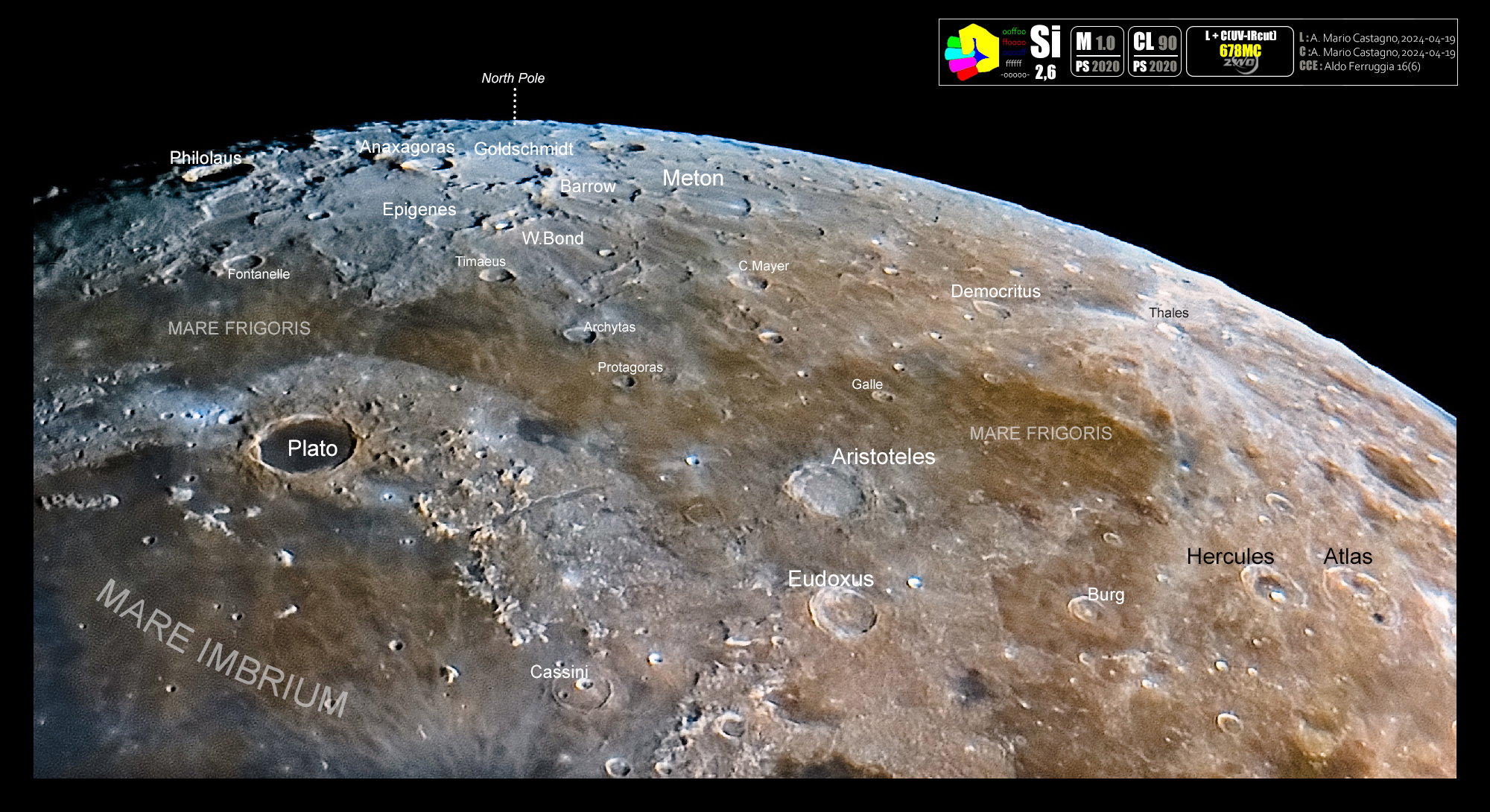
冷海是一条从左上方延伸到右下方的暗带

任务的预定着陆点位于冷海，该位置能够与地球进行连续的视距无线电通信。 

### 着陆器
此次任务包括一台名为“顽强”号微型月球车，它由卢森堡设计和制造，它将从着陆器降落后脱离着陆器在月球表面漫游，对着陆点周围的区域进行探索。 
该探测器还携带了一座由Mikael Genberg设计的名叫Moonhouse的法魯紅娃娃屋艺术品。 Moonhouse将从顽强号放置到月球表面。

### 有效载荷
除漫游车外，着陆器还将搭载高砂热能工程公司、Euglena 公司、台湾国立中央大学和万代南梦宫研究所的有效载荷。 